# Villar Formoso
Villar Formoso (en portugués: Vilar Formoso) es una freguesia portuguesa del municipio de Almeida, con 15,63 km² de superficie y 2481 habitantes (2001). Su densidad de población es de 158,7 hab/km². Es una freguesia que hace frontera con Salamanca (España), a través del municipio de Fuentes de Oñoro. 
Se encuentra atravesada por la autopista portuguesa A 25 y el ferrocarril Surexpreso que une Lisboa con Francia, siendo ambas las principales vías de entrada a Portugal desde Europa.

## Monumentos
- Iglesia matriz de San Juan Bautista. Su origen se sitúa en la Edad Media, estando mencionada ya en documentación del año 1320. Se trata de un templo de planta longitudinal compuesta por una nave única de cuatro tramos. Asimismo, posee una torre campanario de planta cuadrangular, adosada a la fachada principal.
- Capilla de Nuestra Señora de la Paz. Se trata de una capilla de planta longitudinal compuesta por el cuerpo de las naves, así como por la capilla mayor, más estrecha.
- Capilla del Santo Cristo de la Cruz. De planta longitudinal, está compuesta por porche, nave y capilla mayor ligeramente más estrecha, con cobertura homogénea de tres aguas.
- Capilla de Santa Bárbara. Capilla de planta longitudinal compuesta por porche y cuerpo correspondiente a la nave, cubiertos por tejado de tres aguas.
- Calvario. Conjunto constituido por siete cruces de granito.
- Estación de Ferrocarril. Fue inaugurada en 1882, en el contexto de la inauguración de la línea ferroviaria de la Beira Alta, que pasó a unir Vilar Formoso y Figueira da Foz. Pasó a tener carácter internacional en 1886, cuando se abrió la línea de Vilar Formoso a Medina del Campo.

## Geografía
Vilar Formoso forma, junto con el municipio español de Fuentes de Oñoro, un gran núcleo poblacional de La Raya separado por dos países. Ambos se benefician del comercio internacional y su puesto fronterizo. 
Los alrededores paisajísticos de Vilar Formoso están marcados por el paisaje típico de Meseta Central, que es la unidad de relieve más antigua de la península ibérica y ocupa la mayor parte de su superficie. A nivel hidrográfico, forma parte de la cuenca hidrográfica del Duero, cuyo afluente más cercano es el río Coa, que está a solo 7 km. Ribeira de Tourões pasa por el pueblo, que desemboca en el río Águeda.

## Economía
Históricamente, Vilar Formoso era una zona de minería, atestiguada por la presencia de las llamadas Minas de S. João, de donde se extraía el tungsteno y el estaño, que se explotaron intensamente durante la Segunda Guerra Mundial, para la extracción y exportación de mineral de tungsteno a las potencias beligerantes (Alemania nazi y el Reino Unido). Actualmente se encuentran abandonas, por lo que representan un peligro para el medio ambiente y la salud pública.
Durante gran parte del siglo XX la economía de Vilar Formoso fue muy rural, con algunas explotaciones agropecuarias. Sin embargo, su posición fronteriza siempre le ha valido una oportunidad para desarrollar el comercio internacional, intensificado con la apertura total de la aduana en 1995.
Vilar Formoso es una ciudad muy vinculada al comercio minorista, por lo que tiene varias tiendas que venden esencialmente toallas, así como un comercio dedicado a otras ventas minoristas. También tiene el supermercado Intermarché, que se beneficia del comercio de su pueblo vecino de Fuentes de Oñoro.
El sector terciario asume cierta expresión en Vilar Formoso. Con algunas agencias bancarias, oficinas legales y contables, así como algunas empresas tradicionales y pequeñas. Debido a la dinámica que lo asiste como punto fronterizo, tiene un número significativo de sucursales bancarias, hoteles y establecimientos comerciales.
Cabe señalar que el primer sábado de cada mes, la Feria mensual se celebra en la Avenida dos Combatentes da Guerra Colonial, donde se reúne una gran cantidad de vendedores. Por lo tanto, se considera una de las ferias mensuales regulares más grandes de Portugal, con más de 500 lotes para vendedores.